# Oreda
Le projet OREDA (acronyme de Offshore & onshore REliability DAta) a été lancé en 1981 par le Norwegian Petroleum Directorate (maintenant Agence de la sécurité pétrolière de Norvège). Au fil des ans, le projet est devenu « la principale source de données de fiabilité des équipments pour l'industrie pétrolière et gazière ». Il est considéré comme « une source d'information unique sur les taux de défaillance, leur distribution par mode de défaillance ainsi que les temps de réparation moyens pour les équipements utilisés dans l'industrie pétrolière ». L'objectif initial d'OREDA était la collecte de données de fiabilité pour les équipements de sécurité utilisés dans l'industrie pétrolière.
L'organisation est composée de plusieurs grands groupes pétroliers qui depuis la création en 1983, coopèrent dans la poursuite du but initial. Par ailleurs, le champ d'application d'OREDA a été étendu pour couvrir les données de fiabilité pour un large éventail de matériels utilisés dans le pétrole et le gaz de l'exploration à la production (E&P). OREDA couvre principalement l'exploitation en mer   pour les équipements sous-marins ou hors de l'eau. Mais le projet couvre également certaines installations terrestres d'exploration et de production ainsi que certaines installations médianes (ex. raffineries),.
L'objectif principal d'OREDA est de contribuer à une amélioration de la sécurité et du rapport coût-efficacité dans la conception et l'exploitation des installations d'E&P de pétrole et de gaz et ce à travers la collecte et l'analyse des données issues de l'entretien et l'exploitation des installations, l'établissement d'une base de données de haute qualité et l'échange de ces données de fiabilité, de disponibilité, de maintenabilité et de sécurité (FMDS) entre les entreprises participantes.

## Historique
Le projet OREDA est divisé en phases de durée variable (2-3 ans). Une publication appelée manuel OREDA présentant des données statistiques recueillies est régulièrement mise à jour pour la vente.
- Phase I (1983-1985)
L'activité principale de cette phase a été la collecte et la compilation des installations de forage en mer et la publication de ces données dans le premier manuel OREDA. Ceci a permis de démontrer la capacité des huit companies pétrolières impliquées dans le projet à coopérer sur les questions de fiabilité et sécurité. Bien que les données de cette première phase comportassent un large éventail de types d'équipement, le niveau de détail n'était pas aussi complet que dans les phases ultérieures du projet.
Les données recueillies lors de cette phase sont publiées dans le manuel OREDA (édition 1984) ; cependant ces données ne sont pas incluses dans la base de données OREDA.

- Phase II (1987-1990)
Pour améliorer la qualité des données, la portée du projet a été modifiée pour inclure uniquement la collecte des données sur les équipements critiques pour la production pétrolière et gazière. Ces données ont commencé à être stockées dans une base de données et le développement d'un logiciel ad-hoc pour la collecte et l'analyse des données est lancé. 
Les données recueillies lors de cette phase ainsi que celles de la phase I sont publiées dans le manuel OREDA (édition 1992).
- Phase III (1990-1992)
Le nombre de catégories d'équipement inclus augmente ainsi que le volume de données recueillies. Afin d'améliorer la qualité des données, un Guide pour la collecte des données est développé et un contrôle qualité est mis en place. Concernant le logiciel OREDA, l'interface utilisateur est améliorée et des modifications sont apportées permettant un usage plus extensif de la collecte de données. 
Les données recueillies lors de cette phase sont publiées dans le manuel OREDA (édition 1997).
- Phase IV (1993-1996)
Un nouveau logiciel pour la collecte et l'analyse de données est développé, en plus de logiciels spécifiques et de procédures automatiques d'importation et de conversion de données. Les données recueillies couvrent pour l'essentiel les mêmes catégories d'équipements que celles de la phase III. La collecte de données a été - dans une plus grande mesure que précédemment - réalisée par les entreprises elles-mêmes. Enfin, des données sur les programmes de maintenance sont également inclus. 
 Les données recueillies lors de cette phase sont publiées dans le manuel OREDA (édition 2002).

- Phase V (1997-2000)
De nouvelles classes d'équipements sont ajoutées au projet, ce qui coïncide avec un plus grand intérêt pour la collection de données dédiées aux installations sous-marines. Le développement d'une nouvelle norme ISO, « Industries du pétrole, de la pétrochimie et du gaz naturel — Collecte et échange de données de fiabilité et de maintenance des équipements », a débuté ; la première version de la norme ISO 14224 est publiée en juillet 1999. 
Les données recueillies lors de cette phase sont publiées dans le manuel OREDA(édition 2002).

- Phase VI (2000-2001)
La priorité est donnée à la collecte de données sur les équipements utilisés pour les installations sous-marines ainsi que certaines nouvelles catégories d'équipements. Un forum pour la coopération entre les principaux fabricants d'équipements sous-marins est créé.

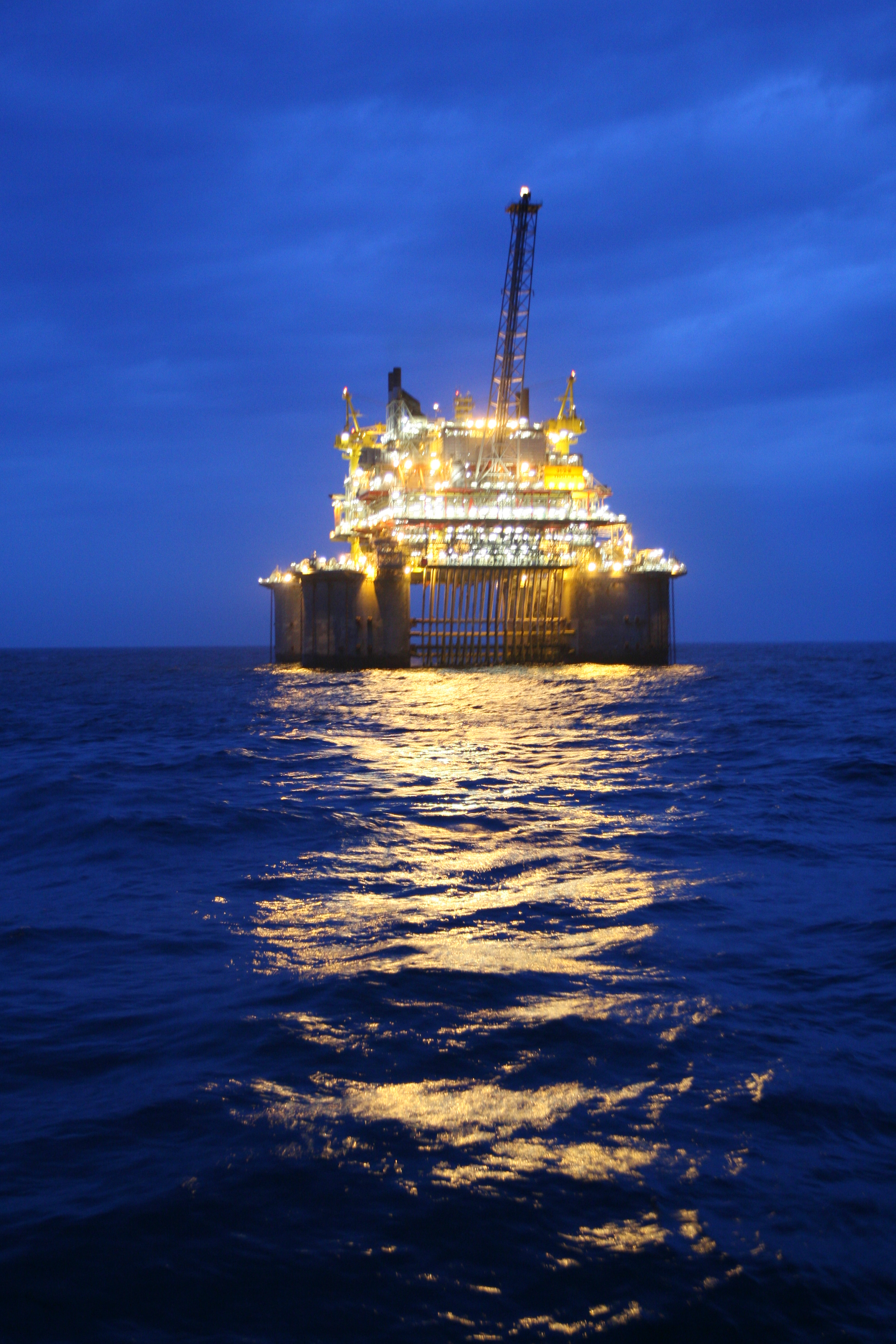
Troll B, plate-forme semi-submersible en béton, sur le champ gazier géant de Troll (Mer du Nord).

Les données recueillies lors de cette phase sont publiées dans le Manuel OREDA (édition 2009).

- Phase VII (2002-2003)
La priorité continue d'être accordée à la collecte de données sur les équipements utilisés pour les installations sous-marines. Une révision de l'ISO 14224 est initiée, incluant les contributions de membres du projet OREDA.
Les données recueillies lors de cette phase sont publiées dans le Manuel OREDA  (édition 2009).
- Phase VIII (2004-2005)
Les objectifs de la phase VIII s'inscrivent dans la continuité de la phase VII précédente. L'ISO 14224 est publié en décembre 2006.
Les données recueillies lors de cette phase sont publiées dans le Manuel OREDA (édition 2015).

- Phase IX (2006-2008)
OREDA révise sa taxonomie et son logiciel pour plus de cohérence avec la norme ISO 14224. OREDA fête ses 25 ans, preuve de l'intêret que porte l'industrie à la collecte d'information relatives à la sureté. À cette occasion, un séminaire est organisé à Stavanger. 
Les données recueillies lors de cette phase sont publiées dans le manuel OREDA (édition 2015).

- Phase X (2009-2011)
La 5e édition du manuel OREDA (édition 2009) est publiée. Un nouveau logiciel pour l'analyse des données de sûreté et fiabilité est développé. OREDA étudie la manière d'utiliser ses données pour la validation de différents niveaux requis par niveau d'intégrité de sécurité (Safety Integrity Level ou SIL). Engie et Petrobras deviennent membres associés.

- Phase XI (2012-2014)
Le nouveau logiciel est étendu à la collecte de données. En vue de la 6e édition du manuel OREDA (édition 2015), une revue de la qualité de la base de données est effectuée. L'identité visuelle d'OREDA est rafraîchie avec un nouveau logo visible sur le manuel OREDA ainsi qu'un nouveau site web.

- Phase XII (2015-2017)
Au cours de cette phase, le manuel OREDA (édition 2015) est publié. Les manuels OREDA sont en vente sur le nouveau site web ainsi que certaines publications de l'Association Européenne pour les données de sureté et de fiabilité (ESReDA)[5].

- Phase XIII (2018-2020)
OREDA concentre ses efforts sur une collecte plus efficace des données afin d'augmenter le volume. En parallèle, OREDA travaille à la mise en ligne d'une version électronique des manuels OREDA.

## Participants
Avec le temps, certaines entreprises rejoignent ou quittent le projet, parfois au gré de changements de nom ou de fusions. Le tableau suivant répertorie les entreprises qui ont fourni des données au projet OREDA lors des phases VIII, IX et XII.
| Entreprises                  | Phase VIII | Phase IX | Phase XII | Phase XIII |
| ---------------------------- | ---------- | -------- | --------- | ---------- |
| BP Exploration               | ✔          | ✔        | ✔         | ✔          |
| ConocoPhillips               | ✔          | ✔        |           |            |
| Engie (ancien nom: GDF Suez) |            | ✔        | ✔         | ✔          |
| Eni S.p.A.                   | ✔          | ✔        | ✔         | ✔          |
| ExxonMobil                   | ✔          | ✔        |           |            |
| Gassco                       | ✔          | ✔        | ✔         | ✔          |
| Petrobras                    |            | ✔        | ✔         | ✔          |
| Shell Global Solutions       | ✔          | ✔        | ✔         |            |
| Statoil ASA                  | ✔          | ✔        | ✔         | ✔          |
| Total S.A.                   | ✔          | ✔        | ✔         | ✔          |

## Organisation
Le Comité de Pilotage du projet OREDA est composé d'un représentant principal et un suppléant pour chacune des entreprises participantes en tant que membre titulaire. Au sein de ces représentants, un président est élu. Un chef de projet est sélectionné pour coordonner les activités approuvées par le comité de pilotage. Ce chef de projet est également responsable de l'assurance qualité des données. Det Norske Veritas (DNV, maintenant appelé DNVGL), un organisme de certification international et société de classification, a servi comme chef de projet dans les débuts pour les phases I et II et SINTEF (Stiftelsen pour INdustriell og TEknisk Forskning, Fondation pour la recherche scientifique et industrielle en français) pendant les phases III–IX. DNVGL a repris le rôle de chef de projet depuis la phase X. Les manuels OREDA  publiés ont été préparés comme des projets distincts, mais à la demande et avec l'approbation du comité de pilotage OREDA ; la version actuelle de 2015, soit la 6e édition, a été préparée par SINTEF et NTNU (Norges Teknisk-Naturvitenskapelige Universitet, Université norvégienne de science et de technologie en français). Ca commercialisation est faite par DNVGL.

## Besoin
Antérieurement au project OREDA, il n'existait pas de source fiable contenant des données de fiabilité des installations en mer et l'évaluation des risques devait être faite à l'aide de « données génériques provenant d'autres industries ».

## Données
En 1996, OREDA avait rassemblé des données sur près de 24 000 équipements et sous-équipements et documenté quelque 33 000 défaillances de ces équipements utilisés sur des installations pétrolières et gazières. Les défaillances sont classées selon leur gravité: critique, dégradée, insignifiante, ou de gravité inconnue.
La base de données contient des données sur près de 300 installations, plus de 15 000 équipements principaux, de près de 40 000 défaillances, et près de 75 000 dossiers de maintenance. L'accès, la recherche et l'analyse de ces données sont les principales fonctions du logiciel OREDA. Seules les entreprises membres d'OREDA peuvent utiliser cette base de données complète. Sous certaines conditions, des entreprises travaillant pour les sociétés membres peuvent se faire accorder un accès temporaire.

## Structure de base de données
Les données sont saisies par opérateur et par installation. Chaque pièce d'équipement (par exemple, une turbine à gaz) constitue un unique inventaire qui comprend :
- une description technique de l'équipement,
- son environnement et ses conditions d'exploitation,
- ses défaillances,
- les maintenances effectuées (correctives et préventives).

Chaque défaillance est décrite en détail, en particulier la cause, la date, et le mode de défaillance.

## Logiciel
Le logiciel OREDA gère l'acquisition des données et leur analyse. Ses principales caractéristiques comprennent la recherche de données, le transfert automatisé des données, la vérification de la qualité et enfin le calcul d'analyse de fiabilité des équipements. Il peut également être utilisé pour recueillir des données à usage interne.
La version la plus récente du logiciel, sortie en 2015, contient un ensemble élargi de catégories d'équipements, y compris les équipements sous-marins, comme les systèmes de contrôle, les câbles électriques, les pompes et les cuves.

## Impact
L'utilisation de la base de données OREDA a « conduit à des économies importantes dans le développement et l'exploitation de plates-formes ».
L'exemple d'OREDA a inspiré la création de projets de coopération inter-entreprises semblables  dans des domaines connexes, tels que le SPARTA (Analyse des tendances de performance, disponibilité et fiabilité des systèmes), base de données créée pour le parc éolien industriel au Royaume-Uni.